# Lebeckia sessilifolia
Lebeckia sessilifolia är en ärtväxtart som först beskrevs av Christian Friedrich Frederik Ecklon och Carl Ludwig Philipp Zeyher, och fick sitt nu gällande namn av George Bentham. Lebeckia sessilifolia ingår i släktet Lebeckia och familjen ärtväxter. Inga underarter finns listade i Catalogue of Life.